# Niels Simonsen

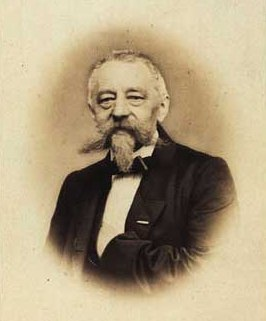
Niels Simonsen

Niels Simonsen (* 10. Dezember 1807 in Kopenhagen; † 11. Dezember 1885 in Frederiksberg, Seeland) war ein dänischer Maler und Bildhauer.

## Leben
Mit 16 Jahren kam Simonsen 1823 an die Königlich Dänische Kunstakademie. Dort studierte er erst Malerei und wechselte später dort zur Bildhauerei. 1827 kam er deswegen auch als Schüler in das Atelier von Johan Ludvig Lund (1777–1867). Gefördert durch Lund konnte Simonsen schon bald auf einigen Ausstellungen als Bildhauer debütieren. Da ihm aber schließlich in dieser Sparte der künstlerische Durchbruch und damit auch die Anerkennung durch das Publikum versagt blieb, widmete er sich bald nur noch der Malerei.
1833 ging Simonsen an die Kunstakademie nach München. Von dort aus unternahm er einige Studienreisen in die bayerischen und österreichischen Alpen. 1839 reiste er ans Mittelmeer und nach Algerien und von allen seinen Reisen brachte er viele Skizzen und Eindrücke zurück, welche dann im Atelier die Grundlage vieler Ölgemälde bildeten.
1845 verließ Simonsen München und kehrte für immer nach Dänemark zurück. Neben seinen Arbeiten im eigenen Atelier wirkte er viele Jahre auch als Professor an der Kunsthochschule in Stockholm.
Simonsen starb einen Tag nach seinem 78. Geburtstag am 11. Dezember 1885 in Frederiksberg und fand dort auch seine letzte Ruhestätte.

## Ehrungen
- 1852 Ritter des Danebrogordens

## Werke (Auswahl)
- Biwak nach der Schlacht um Schleswig.
- Schlacht um Frederica.
- Schlacht bei Düppel
- Schlacht von Oeversee